# Basic Element (företag)
Basic Element Company (ryska: Базовый элемент, /Bázovyi elyemyént/, eller “Базэл”) är Rysslands största industrigrupp.
Konglomeratet bildades 1997 och ägs av oligarken Oleg Deripaska.
I verksamheten finns gruv, metall  och energiföretag. Men också byggföretag, bank och försäkring, flygplatser, fordonskomponentfabriker med mera. Över 100 olika bolag ingår i gruppen.